# Ernest Montego
Ernest „Ernie“ Montego (* 22. Juni 1936 als Ernst Kuhn in Aschaffenburg; † 21. April 2016 ebenda) war ein deutscher Jongleur.

## Leben
Er war der Halbbruder des Jongleur Duos Francis und Lottie Brunn und arbeitete lange mit seiner Partnerin Annerose zusammen, bevor er seine Karriere als Soloartist fortsetzte. Montego trat unter anderem im Circus Krone in Deutschland, dem Moulin Rouge in Paris und der Radio City Music Hall in New York auf. Engagements führten ihn nach Australien, Neuseeland und Japan.

## Film
Der Dokumentarfilm Tanz des Sisyphos von Bert Schmidt aus dem Jahr 2003 beschreibt sein Leben als international gefeierter Artist in Zirkus und Varieté.